# Budstikken Kolding
Budstikken Kolding er navnet på et illegalt blad, som udkom under den tyske besættelse i Kolding. Dette blad udkom fra juni 1943 i et oplag på 300 stk., som efterhånden flerdobledes. I december 1943 bliver bladet dog stoppet af Gestapo, som i øvrigt var bosiddende på Staldgården ved Koldinghus. Bladet blev stiftet af en håndfuld modstandsfolk, den såkaldte Kolding-gruppe, bestående af bl.a. Axel Ehrenreichsen, Harry Jensen, Henry Ejnar Clausen, Vilhelm Lund og Johannes Rasmussen (også kaldet Snogen).
Budstikken Kolding repræsenterede ikke nogen bestemt politisk retning, men havde forbindelser til kommunisternes organisation, som fremskaffede man blandt andet en skrivemaskine fra Odense. Væver Poul Andersen, tidligere medlem af Konservativ Ungdom, skaffede en elektrisk duplikator, hvilket bevirkede at oplaget kunne vokse fra cirka 300 i juni 1943 til 2-3000 i efteråret samme år. Trykkearbejdet vanskeliggjordes af, at det skulle foregå i smug og at der kunne være mangel på papir.
I december 1943 lavede tyskerne en razzia på Jydske Tidende og arresterede efterfølgende heraf 40 mennesker, heriblandt flere af folkene bag Budstikken Kolding. I januar lykkedes det dog at få udsendt endnu et nummer, men det foranledigede endnu en arrestationsbølge og bladet stoppede i en periode. I maj 1944 udkom bladet atter, denne gang uden kommunisternes medvirken. Det "nye" Budstikken Kolding var både teknisk og indholdsmæssig af en ringere kvalitet.
Det oprindelige Budstikken Kolding indhold var af en forholdsvis høj journalistisk kvalitet og havde til formål at vække danskerne til dåd. Man ønskede at vende stemningen i befolkningen fra passivitet til en aktiv modstand mod besættelsesmagten og regeringens samarbejdspolitik.
Målet var at bringe såvel lokalt, nationalt og udenlandsk nyhedsstof, som ikke optrådte i den legale presse. En væsentlig del af bladets indhold var desuden angreb på blandt andet modstandere af sabotage,værnemagere og sympatisører for besættelsmagten. Disse kunne ofte risikere at se deres navn på "Den Sorte Liste" i bladet.